# Banu Taghlib
I Banū Taghlib o Taghlib ibn Wāʾil (in arabo بنو تغلب‎?) sono stati una numerosa e potente tribù araba della Mesopotamia e dell'Arabia orientale. I Taghlib descrivevano le proprie origini facendole risalire alle popolose tribù dell'Arabia settentrionale (Adnanite) note come Rabi'a, che includevano anche i Banu Bakr, gli 'Anaza, i Banu Hanifa e gli Anz ibn Wa'il (nell'attuale meridione saudita). 

## Storia
La sede ancestrale dei Taghlib era l'altopiano del Najd, nella Yamāma, la regione centrale della Penisola araba, prima della migrazione nel VI secolo verso le pianure  della Giazira, nella Mesopotamia settentrionale. A quel tempo, la tribù era nota come in gran parte cristiana ed era rinomata per la sua consistenza numerica e la sua potenza. Si diceva che la tribù si fosse impegnata in una guerra quarantennale immediatamente prima dell'Islam con la tribù quasi imparentata dei Banu Bakr: il conflitto fu conosciuto come Guerra di Basus. L'emigrazione dei Taghlib in Mesopotamia si vuole fosse avvenuta a causa di questo conflitto.
Durante questa epoca, secondo le fonti classiche arabe, la tribù espresse un grande poeta, 'Amr ibn Kulthum, cui è attribuito uno dei componimenti poetici che facevano parte dell'opera poetica maggiormente apprezzata dell'Arabia preislamica: le Muʿallaqāt (letteralmente "Le appese"). Con i suoi roboanti e vanagloriosi versi sulle glorie della tribù di appartenenza, l'ode di Ibn Kulthum divenne il primo esempio dell'iperbole poetica araba.
La tribù, tuttavia, entrò presto in conflitto con i sovrani lakhmidi del sud iracheno e si trasferì quindi più a nord, nella Jazira.
I Taghlib furono una tra le poche tribù arabe a non accettare l'Islam durante la vita di Maometto e neppure nel corso dei governi dei suoi successori alla guida della Umma. Dopo la morte di Maometto, alcune sezioni dei Taghlib parteciparono alle guerre della ridda, sostenendo il carisma profetico di una donna dei Banu Tamim di nome Sajah. Al momento in cui la guerra della Ridda fu vinta da Medina, i Taghlib si dice avessero raggiunto un accordo coi vincitori per rimanere cristiani in cambio del pagamento di un tributo al califfo regnante. Secondo questo racconto, i Taghlib richiesero che il tributo fosse chiamato ṣadaqa, come quello raccolto tra le tribù convertitesi all'Islam, e non jizya , come invece veniva chiamato il versamento imposto ai non-musulmani. I califfi - a dimostrazione del pragmatismo del primo Islam - acconsentirono.
Le tribù dei Taghlib nel Basso Iraq stabilirono ad Antiochia di Siria la sede della loro fede e, come i Patriarcati di rito siro-ortodosso e bizantino, rifiutarono di arrendersi ai diktat di Costantinopoli.
Durante il periodo omayyade, il più conosciuto componente dei Taghlib fu il poeta cristiano al-Akhtal, che è ancora considerato come uno dei poeti arabi più sensibili dell'età classica e che compose odi secondo la più pura tradizione beduina. Fu tra l'altro un intimo amico del califfo omayyade Yazid I.
Durante il periodo abbaside varie sezioni della tribù cominciarono a convertirsi all'Islam nella speranza di ottenere maggior potere politico nei vastissimi domini musulmani. La dinastia degli Hamdanidi che resse l'Iraq e la Siria settentrionale (vale a dire la Jazira) nel X secolo, vantava di discendere dai Taghlib.
Gradualmente, sembra, la tribù diventò sempre più sedentaria e si mescolò con la popolazione della Mesopotamia settentrionale, dove alcune famiglie mantengono un'ascendenza taghlibita.